# Tour Part-Dieu
La Tour Part-Dieu o Tour Part-Dieu LCL o le crayon (antes Tour du Crédit Lyonnais), también apodado «el lápiz», es un rascacielos de oficinas situado en el barrio de negocios de La Part-Dieu en Lyon, Francia.
El rascacielos, de 45 plantas y 165 metros, fue completado en 1977, y se mantiene actualmente como la novena construcción más alta de Francia. Los últimos 10 pisos están ocupados por el Radisson SAS Hotel Lyon y el resto de los pisos son oficinas.